# Kenshi Hirokane
Kenshi Hirokane (弘兼憲史?, Hirokane Kenshi; Yamaguchi, 9 settembre 1947) è un fumettista giapponese.
È laureato in legge all'Università di Waseda, e dopo la laurea ha lavorato per quattro anni nella ditta Matsushita Electric. Ha debuttato come mangaka nel 1974, con il manga Kaze Kaoru.
Hirokane è conosciuto per aver creato manga con una forte componente sociale, oltre che per il suo seinen bestseller Hello Hedgehog, che è stato adattato anche in un OVA dal titolo Domain of Murder. Ha ricevuto diversi premi, tra i quali lo Shogakukan Manga Award "Manga seinen/generale" nel 1985, per il manga Human Crossing, il Kodansha Manga Award "Manga generale" nel 1991 per Kachō Kōsaku Shima, ed il Premio Eccellenza al Japan Media Arts Festival del 2000, per il manga Tasogare Ryūseigun (Like Shooting Stars in the Twilight).
È sposato con un'altra mangaka, Fumi Saimon.